# Sibbaldia sericea
Sibbaldia sericea là loài thực vật có hoa trong họ Hoa hồng. Loài này được (Grubov) Soják miêu tả khoa học đầu tiên năm 1969.